# Fleury (sobrenome)
O sobrenome Fleury é de origem francesa e inglesa (de origem normanda) e é classificado como um sobrenome toponímico (nome habitacional originado de Fleury). Deriva-se de diversos locais na França chamados Fleury, os quais, por sua vez, têm origem no nome pessoal galo-romano Florus (do latim florus, que significa "florescente" ou "em flor") combinado com o sufixo locativo -acum.
O sobrenome é principalmente de origem francesa e normanda, mas também é encontrado na Inglaterra e na Alemanha.

## Locais na França
O sobrenome Fleury tem origem em diversos locais na França que possuem esse nome. Alguns desses incluem:
- Fleury, Aisne
- Fleury, Aude
- Fleury, Manche
- Fleury, Moselle
- Fleury, Oise
- Fleury, Pas-de-Calais
- Fleury, Somme
- Fleury-devant-Douaumont, Meuse
- Fleury-en-Bière, Sena e Marne
- Fleury-la-Forêt, Eure
- Fleury-la-Montagne, Saône-et-Loire
- Fleury-la-Rivière, Marne
- Fleury-la-Vallée, Yonne
- Fleury-les-Aubrais, Loiret
- Fleury-Mérogis, Essonne
- Fleury-sur-Andelle, Eure
- Fleury-sur-Loire, Nièvre
- Fleury-sur-Orne, Calvados
- Fleury Abbey, em Saint-Benoît-sur-Loire, Loiret

## Pessoas notáveis com o sobrenome
- Amber Fleury (nascida em 1979), participante do programa Canadian Idol
- André Fleury (organista) (1903–1995), compositor, pianista, organista e pedagogo francês
- André-Hercule de Fleury (1653–1743), primeiro-ministro do rei Luís XV da França
- Antoine-Claude Fleury (1743–1822), pintor histórico e retratista francês
- Aurore Fleury (nascida em 1993), corredora francesa de meia distância
- Brian Fleury, treinador e ex-jogador de futebol americano
- Charles Fleury (c. 1605–1652), alaudista francês
- Claude Fleury (1640–1723), historiador eclesiástico francês
- Eleanora Fleury (1860–1940), primeira mulher formada em medicina pela Royal University of Ireland
- Émery Fleury (1901–1975), político canadense
- Fanny Fleury (1848–1920), pintora francesa
- Gordon A. Fleury, político norte-americano
- Haydn Fleury (nascido em 1996), jogador da Liga Nacional de Hóquei do Canadá
- Jean Fleury (morto em 1527), oficial naval e corsário francês
- Jean-Gérard Fleury (1905–2002), empresário, aviador, jornalista e escritor francês
- Lionel Fleury (1912–1997), dirigente canadense de hóquei no gelo
- Louis Fleury (1878–1926), flautista francês
- Luiz Antônio Fleury Filho (1949–2022), político brasileiro
- Marc Fleury (nascido em 1968), desenvolvedor francês de software
- Marc-André Fleury (nascido em 1984), jogador canadense de hóquei
- Mathieu Fleury (nascido em 1985), político canadense
- Michel Fleury (1923–2002), arqueólogo e historiador francês
- Michelle Fleury, jornalista britânica
- Pat Fleury (nascido em 1956), ex-jogador irlandês de hurling
- Paul A. Fleury (nascido em 1939), físico e administrador acadêmico norte-americano
- Sérgio Paranhos Fleury (1933–1979), delegado de polícia brasileiro
- Sylvie Fleury (nascida em 1961), artista pop suíça